# Паротта
Паротта (там. பரோட்டா) - це коржі, що походять з Індійського субконтиненту, виготовлені з борошна майда (пшеничне). Це звичайна вулична їжа на Півдні Індії , в Тамілнаду та Кералі. Парота також доступна в інших штатах Південної Індії, таких як Карнатака, Махараштра та таких країнах, як Об'єднані Арабські Емірати та Шрі-Ланка.
Подекуди її також подають на весіллях, релігійних святах та бенкетах.

## Приготування
Готується шляхом замішування борошна майда, яйця, олії або топленого масла гхі та води. Тісто збивають у тонкі шари, а згодом формують спіраллю в кулю, використовуючи ці тонкі шари. Потім розкатують і смажать на сковороді.
Пороти зазвичай їдять з овочевою курмою, куркою, рибою, бараниною або яловичим каррі. Чилі паротта та котту готуються з використанням паротти.

## Історія
Поротти виникли в районі Малабар штату Керала. За іншими відомостями походить з Тамілнаду, особливо популярні в центральному регіоні.

## Галерея

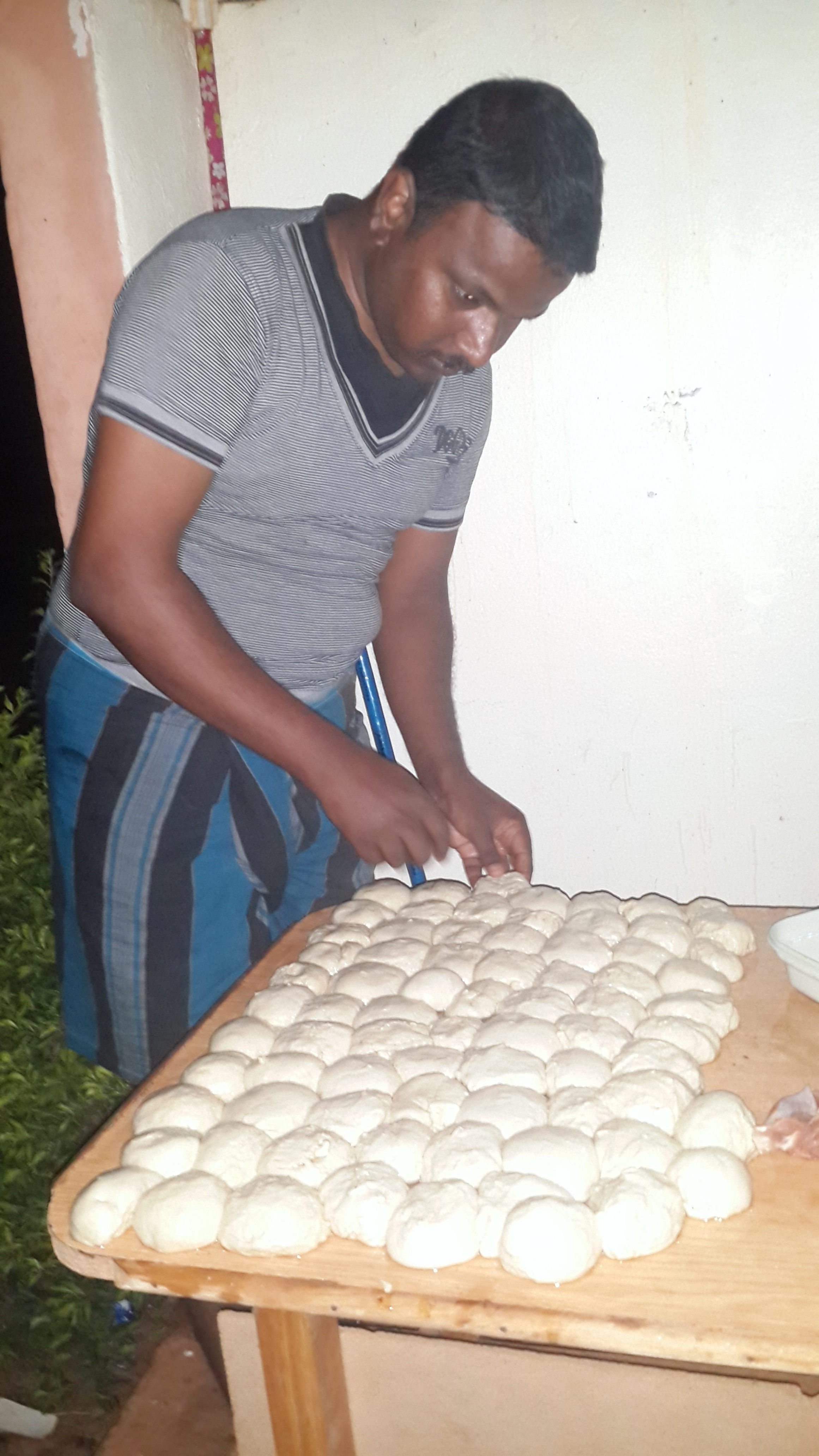
Підготовка
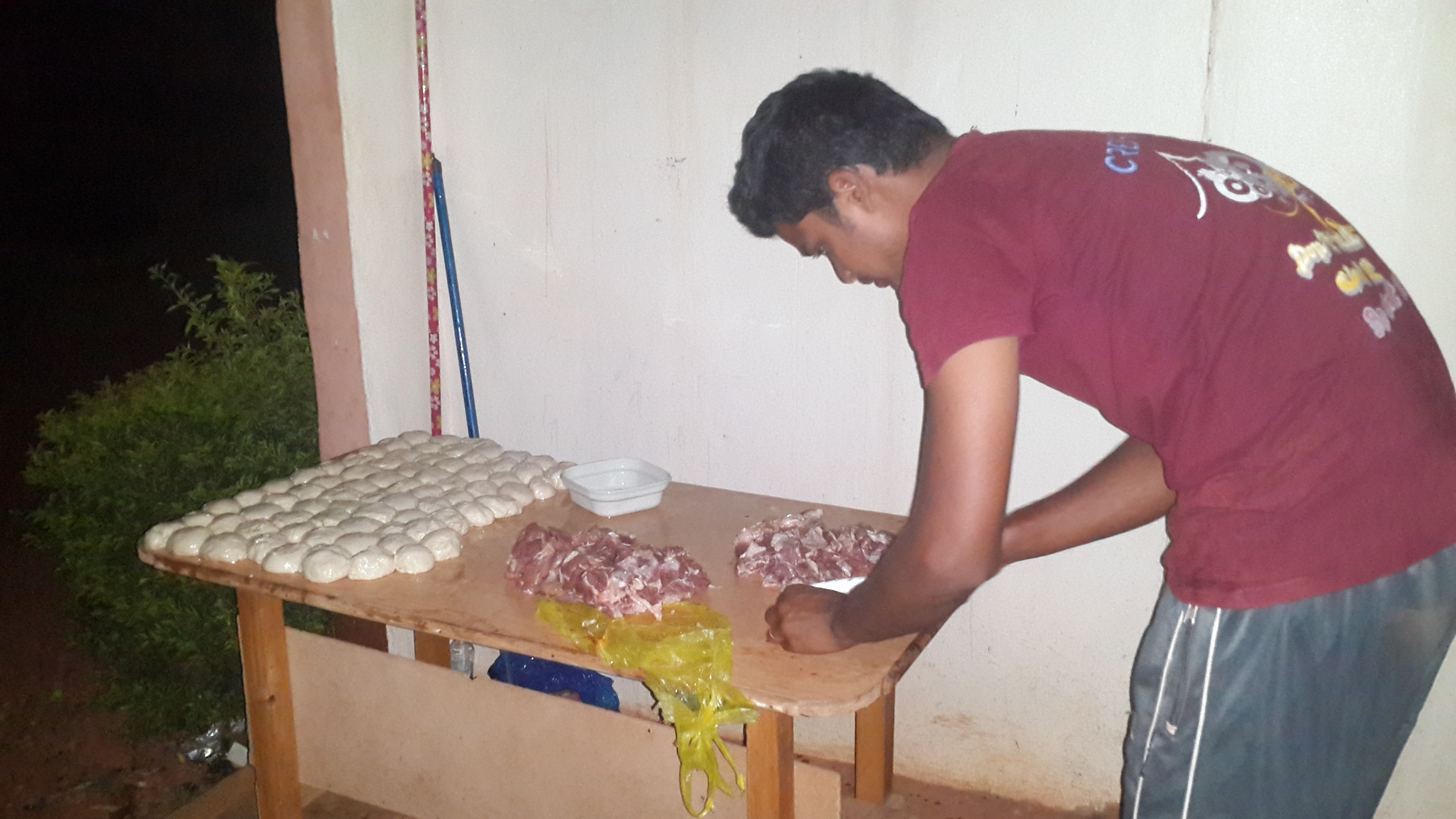
Приправа
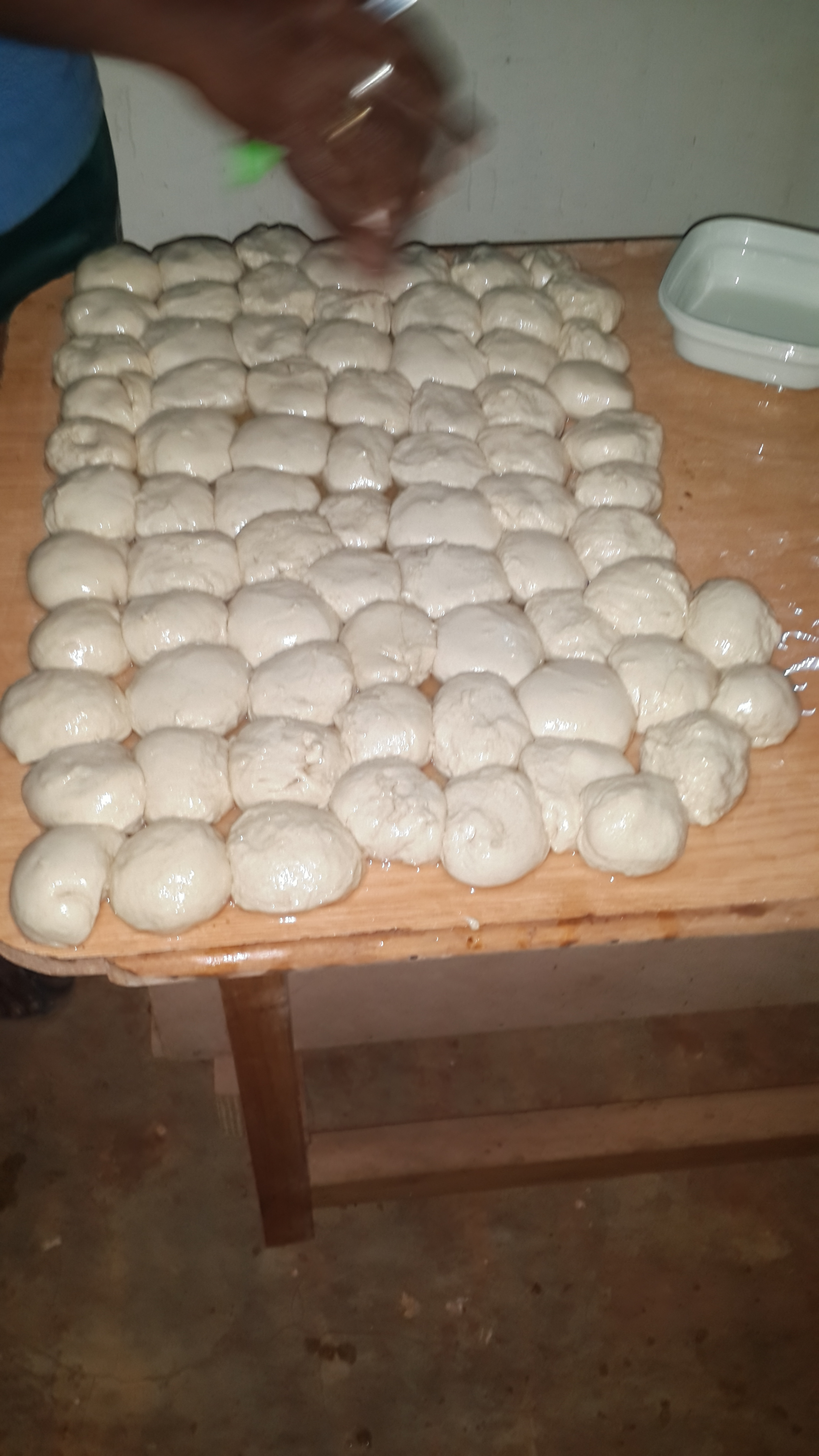
Кульки, готові до замісу
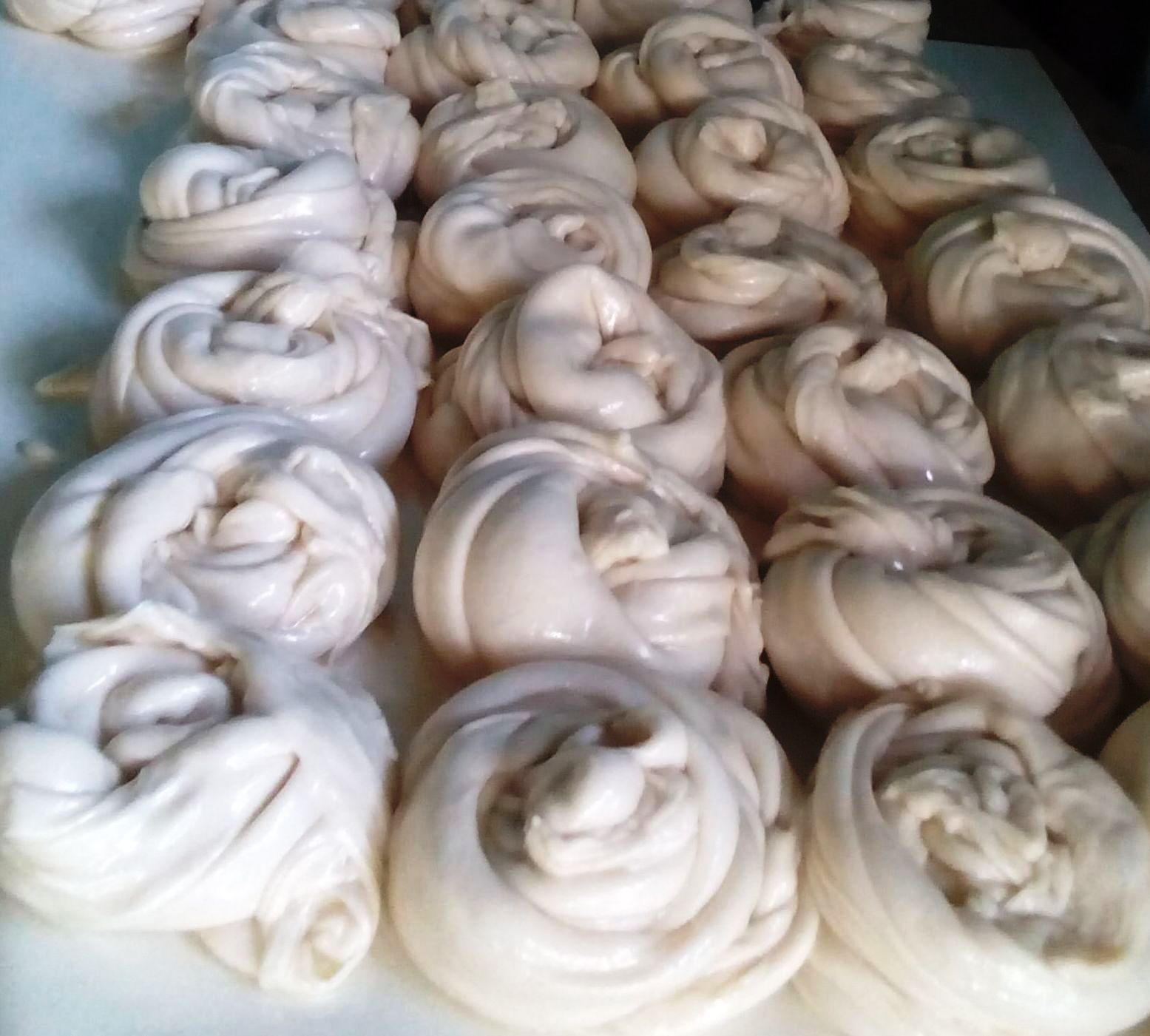
Круглі спіральні кульки тіста.
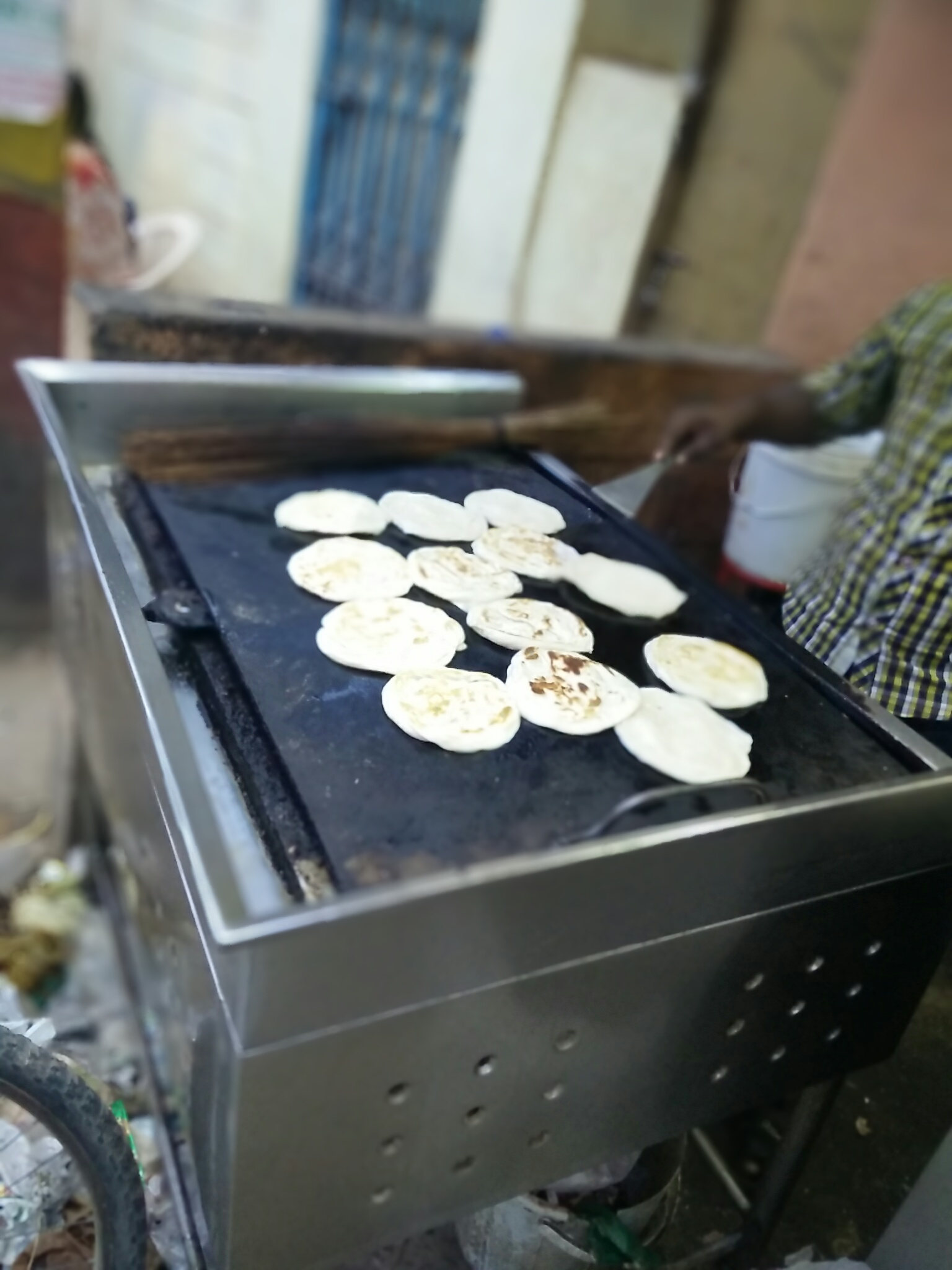
Смаження паротти
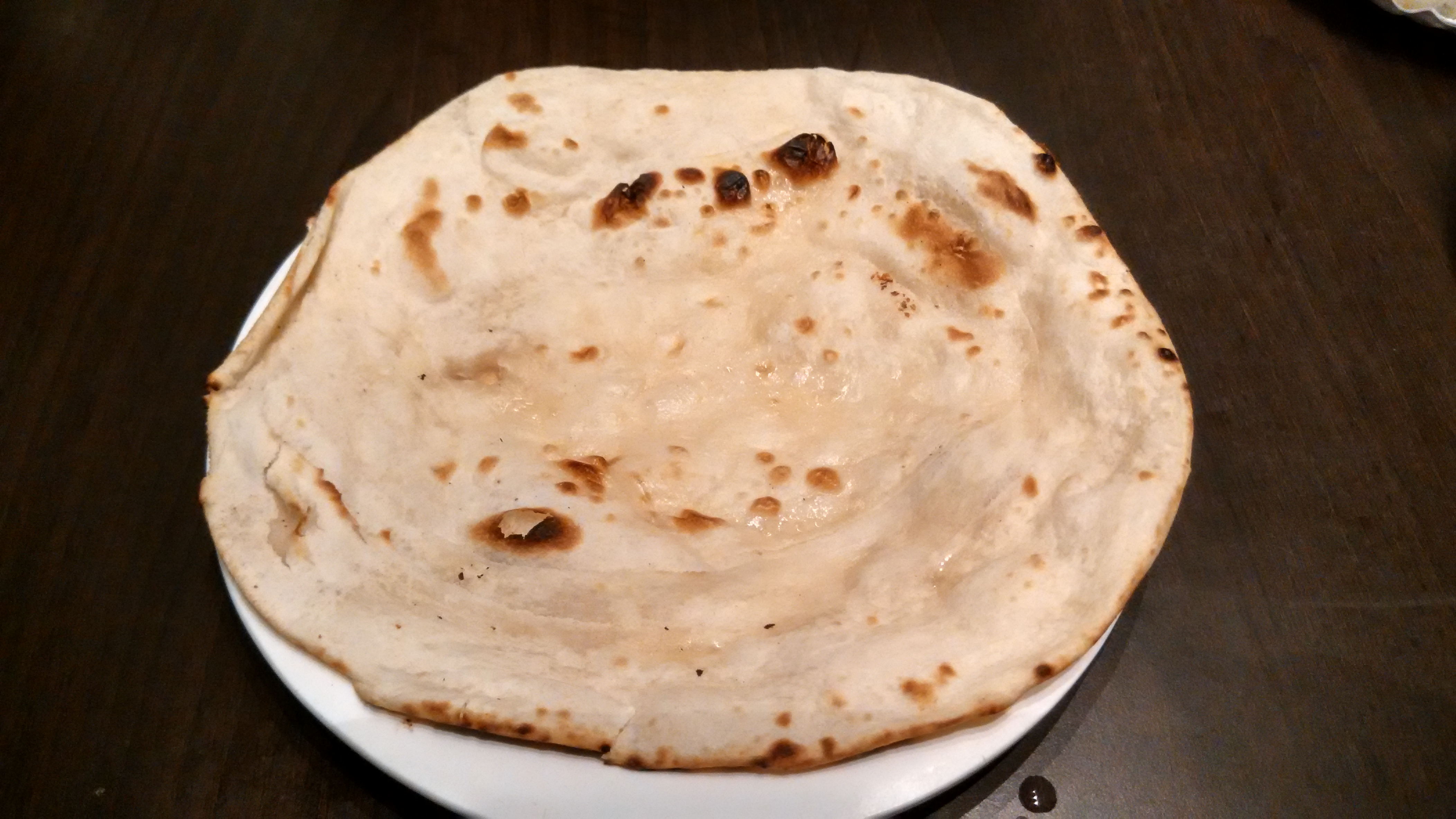
Тандурі Парота
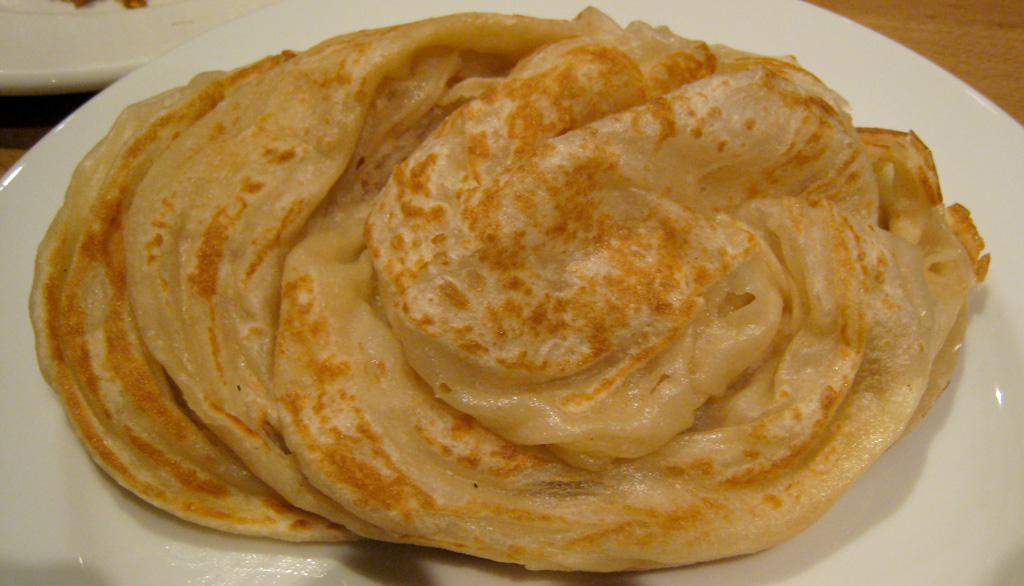
Гаряча парота
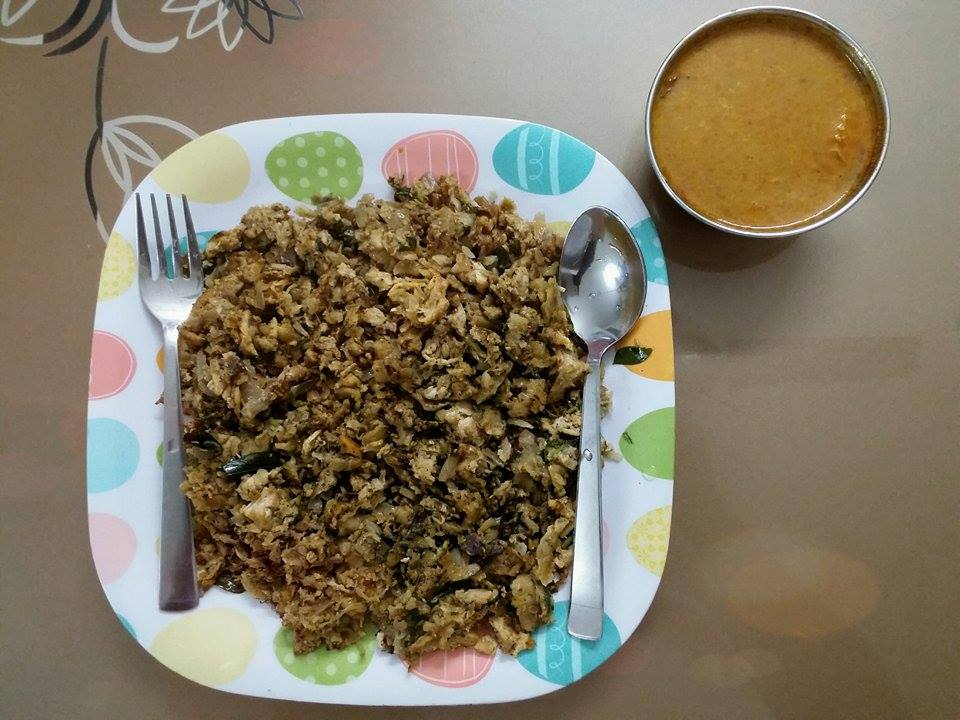
Котту парота
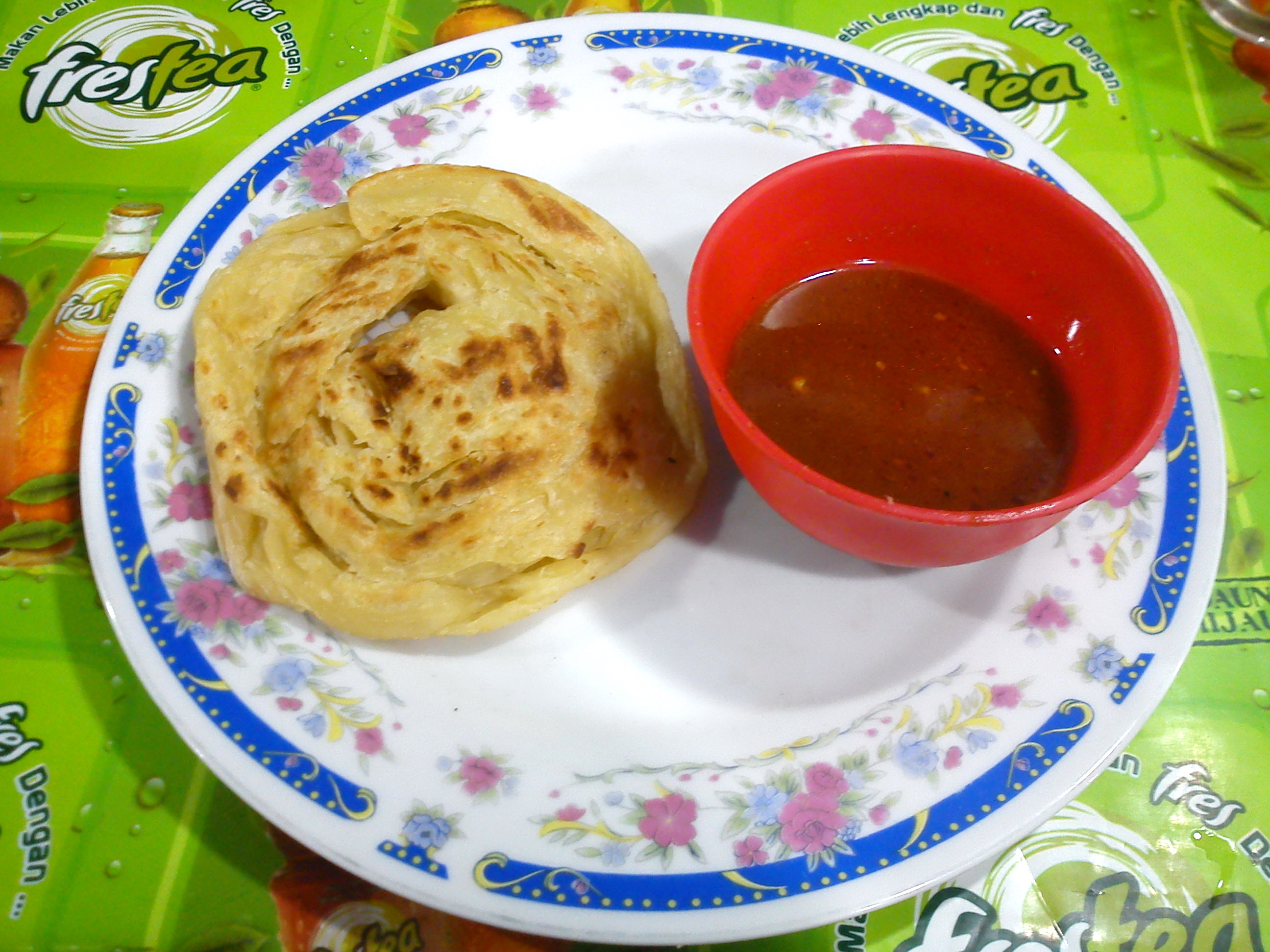
Роті паротта

## Вплив на здоров'я
Подібно до будь-якого харчового продукту, виготовленого з майди (рафінованого борошна), деякі лікарі вважають її шкідливою для здоров’я. Це призвело до впровадження та популяризації «атта поротти», яка повністю виготовлена з атта (цільнозернового борошна), переважно доступна лише в міських районах.